# Лихачёва, Ольга Петровна
Ольга Петровна Лихачёва (18 декабря 1937; Ленинград, СССР — 6 января 2003; Санкт-Петербург, Россия) — российский археограф, литературовед, заведующая рукописным сектором отдела рукописной и редкой книги Библиотеки Академии наук.

## Биография
Родилась в семье биологов. Дед — палеограф и историк, академик АН СССР Н. П. Лихачёв. Окончила Ленинградский институт культуры.
С 1958 по 1997 год работала в Библиотеке Академии наук, с 1997 по 2002 в Российской национальной библиотеке. В 1973 году диссертацию на соискание учёной степени кандидата филологических наук.
Подготовила ряд научных описаний рукописных фондов БАН и РНБ, издала ряд древнерусских литературных памятников, в том числе закончила работу М. Д. Присёлкова по изданию Радзивилловской летописи (38 том Полного собрания русских летописей). Написала ряд статей для «Словаря книжников и книжности Древней Руси», участвовала в издании серий «Памятники литературы Древней Руси» и «Библиотека литературы Древней Руси».

## Труды
Издания литературных памятников
- Стефанит и Ихнилат: Средневековая книга басен по русским рукописям XV—XVII веков. М., Л.: Наука, 1969 (совместно с Я. С. Лурье).
- Сказания и повести о Куликовской битве. Л.: Наука, 1982 (совместно с Л. А. Дмитриевым).

Описания рукописных собраний
- Пергаменные рукописи Библиотеки Академии наук СССР: Описание русских и славянских рукописей XI—XVI веков. Л., 1976 (в соавторстве с В. Ф. Покровской, Н. Ю. Бубновым).